# Neil Jones (futbolista)
Neil Jones (Auckland, Nueva Zelanda, 16 de febrero de 1982) es un exfutbolista y entrenador de fútbol de Nueva Zelanda que jugaba en la posición de delantero y actualmente es el entrenador del equipo de fútbol de Wisconsin Badgers.

## Carrera

### Club
| Periodo   | Club                     |
| --------- | ------------------------ |
| 2001-2004 | UC Santa Barbara Gauchos |
| 2004      | Cape Cod Crusaders       |
| 2005      | East Coast Bays AFC      |
| 2005      | Queensland Roar FC       |
| 2005      | Kuala Lumpur FA          |

### Selección nacional
Estuvo en el proceso de selecciones nacionales desde la categoría sub-17, donde llegó a jugar en el Copa Mundial de Fútbol Sub-17 de 1999 que se jugó en Nueva Zelanda y jugó todos los partidos del torneo.
Jugó para Nueva Zelanda en dos partidos de la Copa de las Naciones de la OFC 2004 donde anotó un gol en la victoria por 5-0 sobre Tahití.

### Entrenador
| Periodo   | Club              |
| --------- | ----------------- |
| 2013–2021 | Loyola Ramblers   |
| 2022–     | Wisconsin Badgers |